# U 32 (U-Boot, 1914)
U 32 war ein U-Boot der deutschen Kaiserlichen Marine.

## Bau und Indienststellung
Das Boot war ein sogenanntes Zweihüllenboot, als Hochseeboot in einem Amtsentwurf konzipiert. Die Bestellung für das Boot wurde am 29. März 1912 erteilt und am 12. Oktober 1912 wurde es auf Kiel gelegt. Es lief am 28. Januar 1914 bei der Germaniawerft in Kiel vom Stapel und wurde am 3. September 1914 unter dem Kommando von Kapitänleutnant Edgar von Spiegel von und zu Peckelsheim in Dienst gestellt.

## Technik
Das U-Boot war 64,7 m lang, 6,32 m breit und hatte einen Tiefgang von 3,56 m sowie eine Verdrängung von 685 Tonnen über und 878 Tonnen unter Wasser. Die Besatzung bestand aus 35 Mann, wovon vier Offiziere waren. Die Maschinen für die Überwasserfahrt waren zwei Sechs-Zylinder-Viertakt-Dieselmotoren, welche bei der Germaniawerft gebaut wurden und eine Leistung von 1.361 kW (1.850 PS) hatten. Zur Unterwasserfahrt kamen zwei SSW-Doppel-Modyn-Elektromotoren mit 880 kW (1.200 PS) zum Einsatz. Damit waren Geschwindigkeiten von 16,4 kn (über Wasser) bzw. 9,7 kn (unter Wasser) möglich. Der Aktionsradius betrug bis zu 8790 NM bei Überwasserfahrt. Bei getauchter Fahrt mit 5 kn wurden 80 NM erreicht bei einer maximalen Tauchtiefe von 50 Meter. Die sechs mitgeführten Torpedos konnten über zwei Bug- und zwei Heckrohre verschossen werden, ebenso waren ab Ende 1914 zwei 8,8-cm-Schnellfeuergeschütze installiert, die 1917 durch ein 10,5-cm-Geschütz ersetzt wurden.

## Einsätze und Verbleib

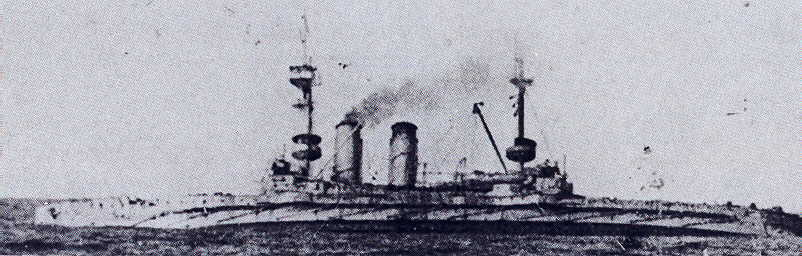
Die sinkende Cornwallis, getroffen durch Torpedos von U 32.

U 32 führte im Verlauf des Ersten Weltkrieges 28 Feindfahrten durch, auf denen es 35 Schiffe mit einer Gesamttonnage von 100.088 BRT versenkte. Nach einer anderen Quelle wird angegeben, dass 38 Schiffe mit einer Gesamttonnage von 120.035 BRT versenkt und drei weitere Schiffe mit einer Gesamttonnage von 15.554 BRT beschädigt wurden. Ein Schiff mit 1.115 Bruttoregistertonne wurde als Prise aufgebracht.
Ab 8. November 1916 war das Boot Teil der U-Flottille Pola im Mittelmeer. Die Versenkung des britischen Linienschiffes Cornwallis mit 14.200 tons zählte zu den größten Kriegsschiffversenkungen der Entente im Ersten Weltkrieg. Am 9. Januar 1917 erzielte U 32 unter Kurt Hartwig 60 Seemeilen östlich des britischen Flottenstützpunktes Malta einen Torpedotreffer an der Steuerbordseite. Dadurch bekam die Cornwallis leichte Schlagseite. Etwa 75 Minuten nach dem ersten Treffer gelang Hartwig ein weiterer Treffer, ebenfalls an Steuerbord, woraufhin die Cornwallis binnen 30 Minuten sank. 15 Mann starben bei den Torpedotreffern, die übrige Besatzung konnte gerettet werden.
Am 8. Mai 1918 griff U 32 unter Kurt Albrecht einen von Gibraltar nach Alexandria fahrenden Geleitzug an. Dabei wurde das britische Kriegsschiff Wallflower auf U 32 aufmerksam und versenkte das Boot durch Artilleriebeschuss sowie anschließenden Wasserbombenwurf. Es wird angegeben, dass dabei 41 Mann ums Leben kamen, einschließlich des Kommandanten. Laut anderen Quellen hatte das Boot allerdings nur 35 Besatzungsmitglieder. Als ungefähre Untergangsstelle gelten die folgenden Koordinaten nordwestlich von Malta: 36° 7′ N, 13° 28′ O.

### Versenkte Schiffe (Auswahl)
Die folgende Liste enthält Schiffe mit einer Tonnage von mehr als 1.000 Bruttoregistertonnen, die von U 32 versenkt wurden:
1. Französisches Segelschiff Chateaubriand (2.247 BRT) am 11. April 1915[13]
2. Britischer Tanker Teutonian (4.824 BRT) am 4. März 1916[14]
3. Britischer Dampfer Rothesay (2.007 BRT) am 5. März 1916[15]
4. Französisches Segelschiff Ville Du Havre (3.109 BRT) am 7. März 1916[16]
5. Norwegischer Dampfer Athene (1.846 BRT) am 18. Oktober 1916[17]
6. Britischer Ozeandampfer Marquis Bacquehem (4.396 BRT) am 30. Oktober 1916[18]
7. Italienischer Dampfer Vertunno (3.239 BRT) am 30. Oktober 1916[19]
8. Britischer Ozeandampfer City Of Birmingham (7.498 BRT) am 27. November 1916[20]
9. Französischer Ozeandampfer Karnak (6.816 BRT) am 27. November 1916[21]
10. Italienischer Dampfer Campania (4.297 BRT) am 6. Dezember 1916[22]
11. Britischer Dampfer Saint Ursula (5.011 BRT) am 12. Dezember 1916[23]
12. Italienischer Dampfer Rosalia L. (7.186 BRT) am 7. Januar 1917[24]
13. Italienischer Transporter Porto Di Rodi (2.480 BRT) am 10. April 1917[25]
14. Britischer Dampfer Kildale (3.830 BRT) am 12. April 1917[26]
15. Italienischer Dampfer Costante (3.479 BRT) am 17. April 1917[27]
16. Britischer Dampfer Rinaldo (4.321 BRT) am 18. April 1917[28]
17. Britischer Passagierdampfer Locksley Hall (3.635 BRT) am 12. Mai 1917[29]
18. Französischer Dampfer Biarritz (2.758 BRT) am 24. Mai 1917[30]
19. Britischer Dampfer Khephren (2.774 BRT) am 16. Juli 1917[31]
20. Italienischer Transporter Porto Di Adalia (4.315 BRT) am 16. Juli 1917[32]
21. Griechischer Dampfer Varvara (1.316 BRT) am 19. Juli 1917[33]
22. Britischer Dampfer Kurdistan (3.720 BRT) am 20. September 1917[34]
23. Britischer Dampfer Iriston (3.221 BRT) am 24. September 1917[35]
24. Britischer Dampfer Sanwen (3.689 BRT) am 29. September 1917[36]
25. Griechischer Dampfer Constantinos Embiricos (2.611 BRT) am 4. Oktober 1917[37]
26. Griechischer Dampfer Nicolaos Roussos (2.421 BRT) am 4. Oktober 1917[38]
27. Französischer Dampfer Transporteur (1.812 BRT) am 10. Oktober 1917[39]
28. Britischer Dampfer Bellview (3.567 BRT) am 10. Oktober 1917[40]

## Kommandanten
| Dienstgrad      | Name                                     | von               | bis              |
| --------------- | ---------------------------------------- | ----------------- | ---------------- |
| Kapitänleutnant | Edgar von Spiegel von und zu Peckelsheim | 3. September 1914 | 17. März 1916    |
| Kapitänleutnant | Kurt Hartwig                             | 18. März 1916     | 15. Februar 1918 |
| Kapitänleutnant | Kurt Albrecht                            | 16. Februar 1918  | 8. Mai 1918 (†)  |